# Jankiel Handelsman
Jankiel Handelsman (ur. 1908, zm. 1944) – żydowski więzień obozu Auschwitz-Birkenau pochodzenia polskiego, jeden z organizatorów buntu Sonderkommando w Krematorium IV z 1944 roku.

## Życiorys
Urodził się w polskiej rodzinie żydowskiej. W marcu 1943 roku został deportowany do KL Auschwitz z Francji. Należał do przywódców buntu Sonderkommando w Krematorium IV z 7 października 1944 roku. Był jedynym z organizatorów buntu, który nie zginął w jego trakcie. Po stłumieniu buntu został  10 października osadzony w bloku nr 11, gdzie prawdopodobnie zginął w trakcie tortur. 